# Austin Amelio
Austin Amélio é um ator americano mais conhecido por seus papéis em The Walking Dead, e em Everybody Wants Some!!.

## Carreira
Amélio começou sua carreira na matriz de curtas-metragens. Sua mais notável funções são Dwight em The Walking Dead, e Nesbit, em Everybody Wants Some!!.

## Filmografia

### Filmes
| Ano  | Filme                     | Papel         | Notas              |
| ---- | ------------------------- | ------------- | ------------------ |
| 2017 | Canção para Canção        | BV Irmão      |                    |
| 2016 | A Tripulação De Cabine    | Billy         |                    |
| 2016 | Everybody Wants Some!!    | Nesbit        |                    |
| 2014 | Libertação Creek          | Soldado       | Filme de televisão |
| 2014 | Colocar o Cão para Dormir | Thomas        | Curta-metragem     |
| 2014 | Vento E Chuva             | João          |                    |
| 2014 | Mais Uma Vez              | David         | Curta-metragem     |
| 2013 | Um Beijo Antes De Você Ir | Homem #2      | Curta-metragem     |
| 2011 | O Brinquedo Diabo         | Austin Amélio | Filme de skate     |
| 2010 | O trivial                 | Vicente Lowe  | Curta-metragem     |

### Televisão
| Ano       | Programa de televisão | Papel  | Notas                                                           |
| --------- | --------------------- | ------ | --------------------------------------------------------------- |
| 2015–2018 | The Walking Dead      | Dwight | Recorrente (6ª temporada) Regular (7ª temporada e 8ª temporada) |
| 2019-2023 | Fear The Walking Dead | Dwight | Regular (5°temporada- Presente)                                 |

## Vida Profissional
Amélio era um ávido skatista, as filmagens de uma parte e em torno de Austin, no Texas, para O Brinquedo Diabo (2011). Ele foi patrocinado por Não Cumprir Skate Shop e, brevemente, recebeu o produto livre de DVS shoes como um fluxo patrocinado pela rider. Amélio em um ponto, solicitou o patrocínio de Karl Watson Orgânica da marca, também, o recebimento de um baralho de cartas gratuito e alguns com duração conselhos de sênior da Área da Baía de skatista. Em abril de 2017, Amélio apareceu em Nove Clube do skate podcast hospedado por Chris Roberts, Roger Bagley, e Kelly Hart. anteriormente, Ele foi entrevistado pela Transworld Skateboarding.